# 棋盘站
棋盘站位于中国吉林省吉林市龙潭区江北乡，经过的铁路有吉舒铁路与九江铁路。棋盘站为沈阳铁路局吉林车务段管辖的二等站；作为吉林枢纽内唯一编组站，除办理日常客货业务和接发列车工作外，主要业务是办理邻接长春北、五常、图们、梅河口区段直达、直通、区段、摘挂及枢纽内小运转列车的解编及站修线、机务折返段取送车工作，承担着吉林铁路枢纽内95%以上货车车流的集结；货运仅办理专用线、专用铁路货运作业，设有通往沈阳铁路局吉林车辆段和吉林机务段的专用线。
车站规模二级三场：Ⅳ场位于站场北侧，为到达场，设有9条到发线、1条正线。Ⅱ场和Ⅴ场于南侧并列布置，其中Ⅱ场为客货列车到发场，设有6条到发线（客运列车和货运列车到发线各3条）、2条正线；Ⅴ场为调车场，设有14条调车线，调车线两侧外包编发线共8条。车站南端九江线与龙舒线间设有新北联络线（I场）。
车站随吉舒铁路修复工程建于1971年5月。车站建成时为四等站，有线路4条。1976年车站开始扩建为编组站，1984年建成一期工程一级二场，设有到发线4股、编组线13股。后修建到达场。